# Rüştü Reçber
Rüştü Reçber (Antalya, 10. svibnja 1973.) je umirovljeni turski nogometaš i reprezentativac.

## Međunarodna karijera
Nastupio je za Tursku na svjetskom prvenstvu 2002., te na EURO-u 2008.

## Uspjesi
Fenerbahçe:
- Süper Lig:  1996., 2001., 2005., 2007.
- Atatürk Cup:  1998.

 Beşiktaş:
- Süper Lig:  2009.
- Turski kup:  2009.

## Vanjske poveznice
- Profil Footballdatebase